# شيمناوا

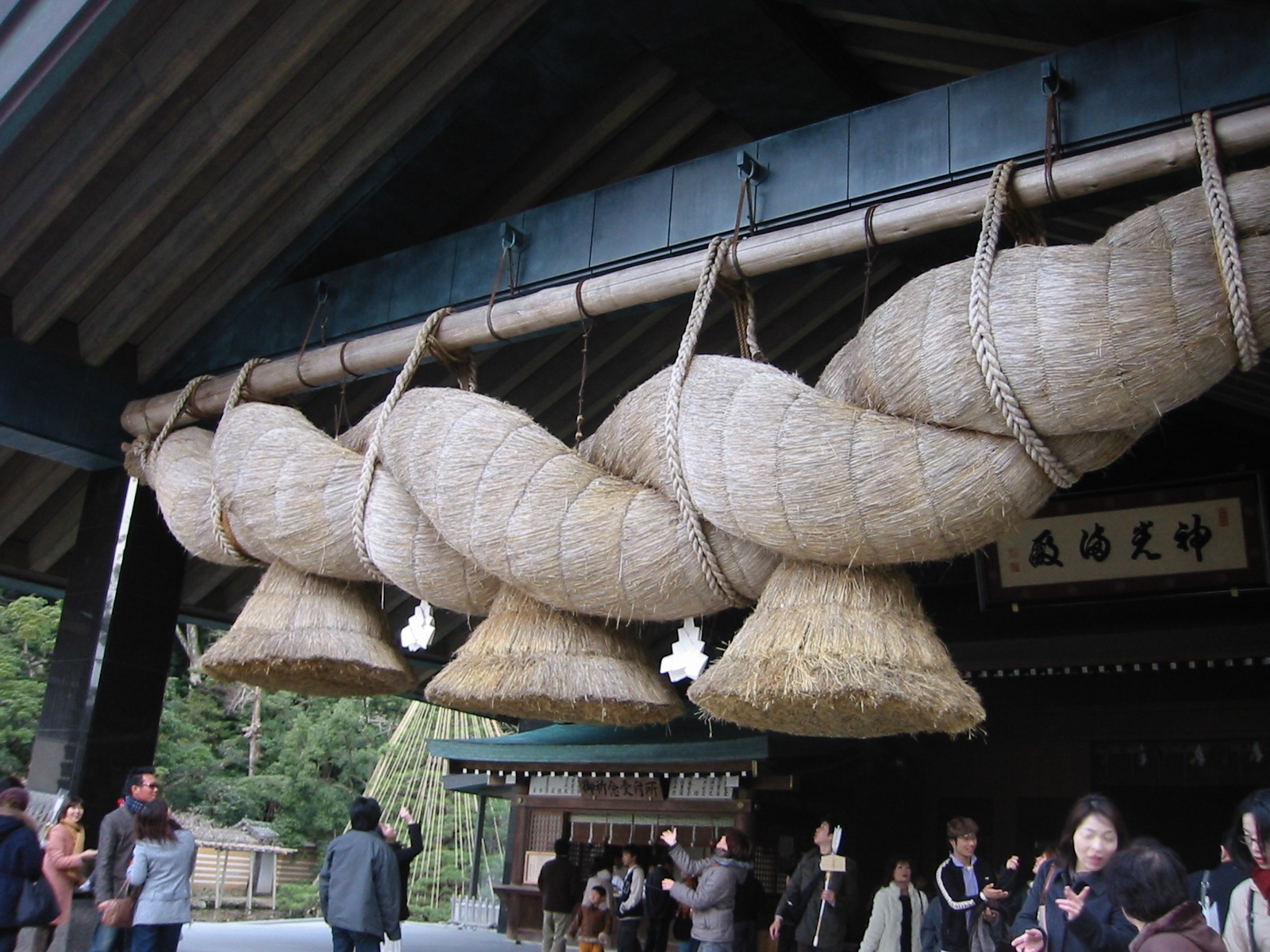
أكبر شيمناوا في إيزومو تايشا.

```
الشيمِناوا
 
(
標縄·注連縄·七五三縄
؟
)
هو 
حبل
 مفتول من قش 
الأرز
 أو 
القنب
[
1
]
 يستخدم في طقس التطهير في ديانة 
الشنتو
 
باليابان
. ويمكن أن تختلف الحبال في القطر من بضعة سنتيمترات إلى عدة أمتار، وغالبا ما تزين
بالشيديه
. عادةً ما تشير المساحة أو المكان المربوط أو المطوق بـالشيمِناوا إلى مساحة ومكان 
مقدسين
 أو نقيين، مثل 
أضرحة الشنتو
.
[
2
]
```

يعتقد أن الشيمِناوا تعمل كطاردة للأرواح الشريرة وغالبا ما توضع في حفل وضع حجر الأساس قبل بدء البناء في مبنى جديد. وغالبًا ما توجد في مزارات الشنتو وبواباتالتوري والمعالم المقدسة.
كما أنها تستخدم في جميع أنحاءاليوريشوري (كائنات قادرة على جذب الأرواح، وبالتالي تسكنها الأرواح). وتشمل بعض الأشجار بشكل خاص، في هذه الحالة تسمى الأرواح الساكنةكوداما، ويعتقد أن قطع هذه الأشجار سيؤدي إلى سوء الحظ. أما في حالات الحجارة، فتُعرف الأحجار باسم إواكورا (磐座、岩座 iwakura).
يتم استخدام شكل مختلف من الشيمِناوا في مصارعة السومو من قبلاليوكوزونا (الأبطال الكبار) خلال مراسم الدخول للدلالة على رتبتهم. وذلك لأنه ينظر إلىاليوكوزونا باعتباره يوريشيروyorishiro حي (رسميا شينتاي)، وعلى هذا النحو فإن روحا تسكنه.

## معرض الصور

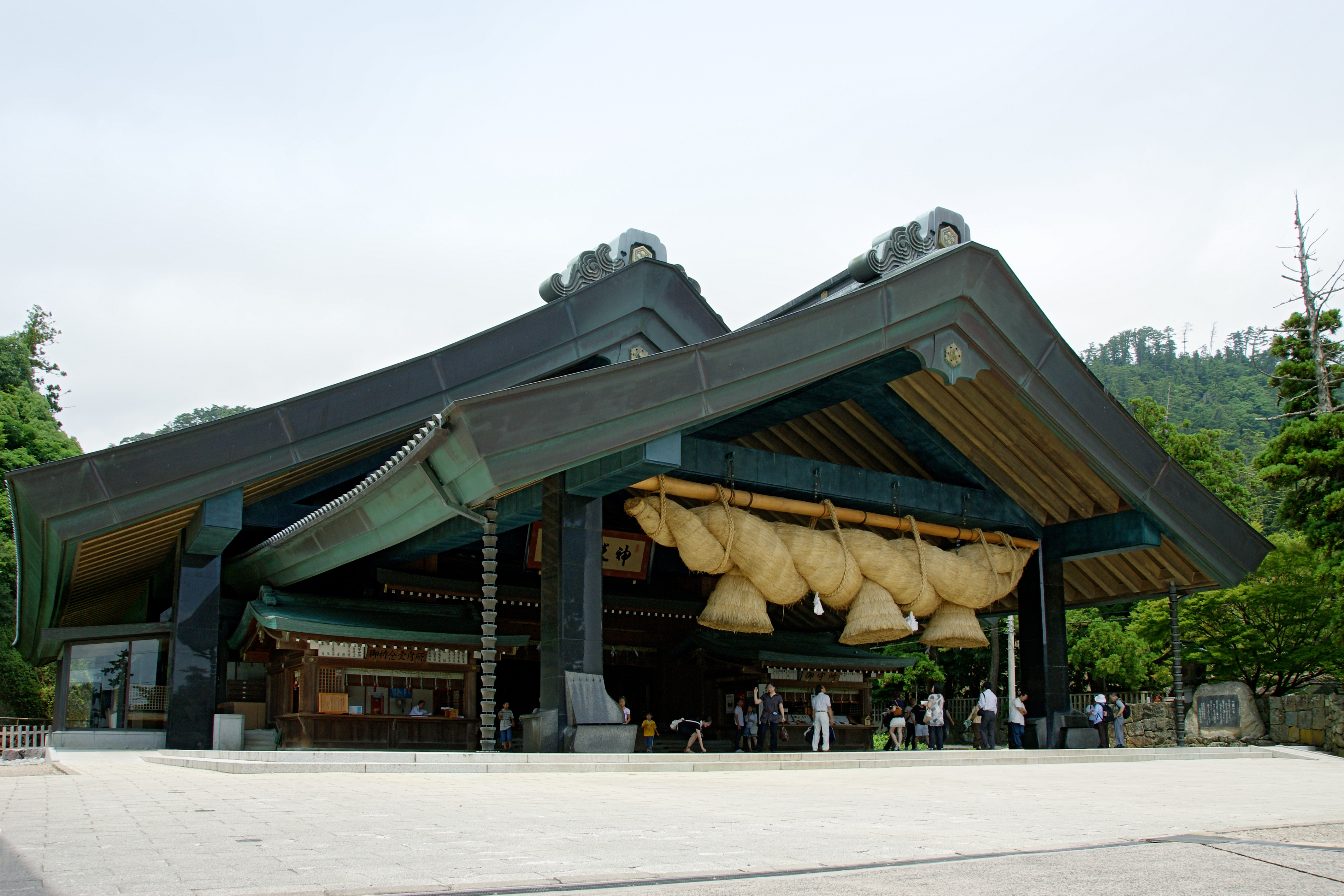
شيمناوا في معبد إزومو
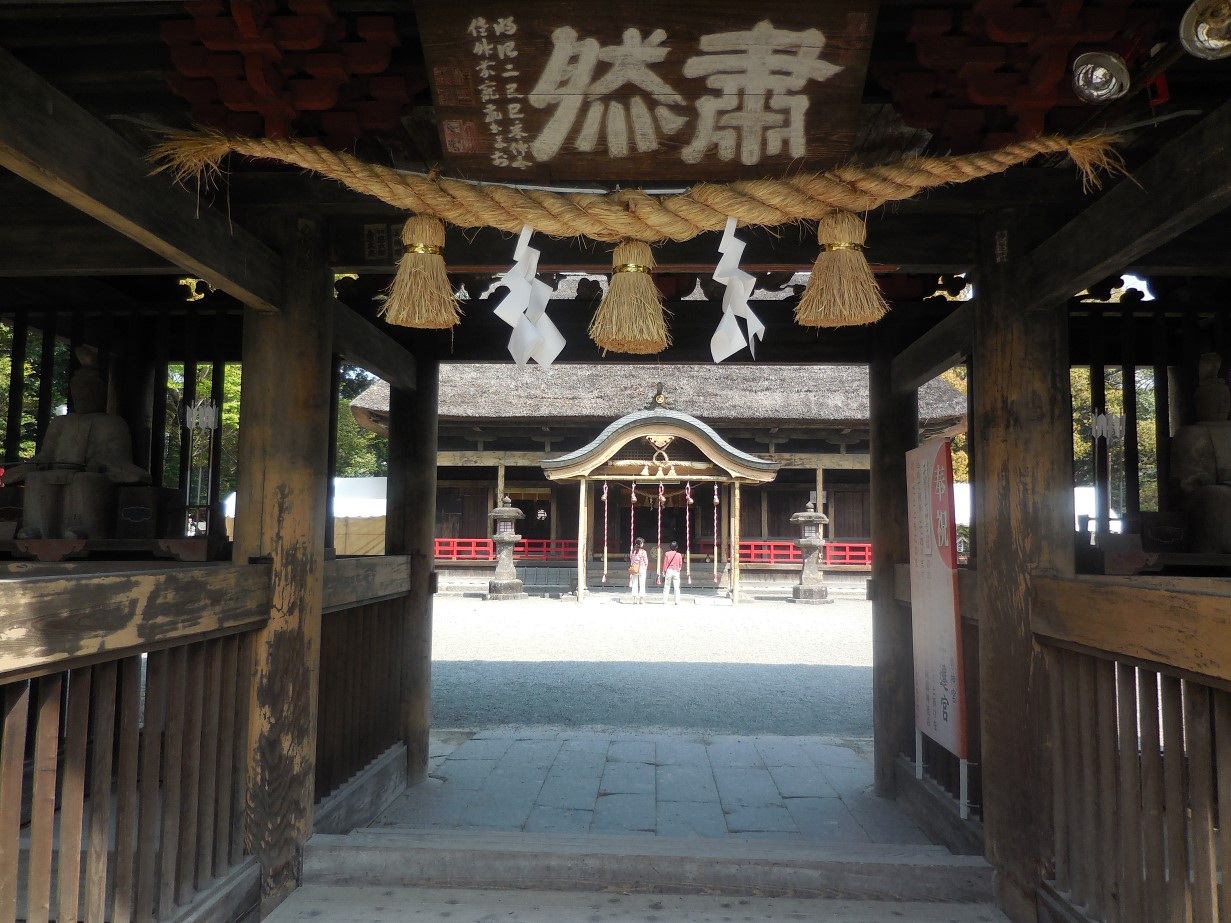
شيمناوا عند مدخل أحد المعابد.
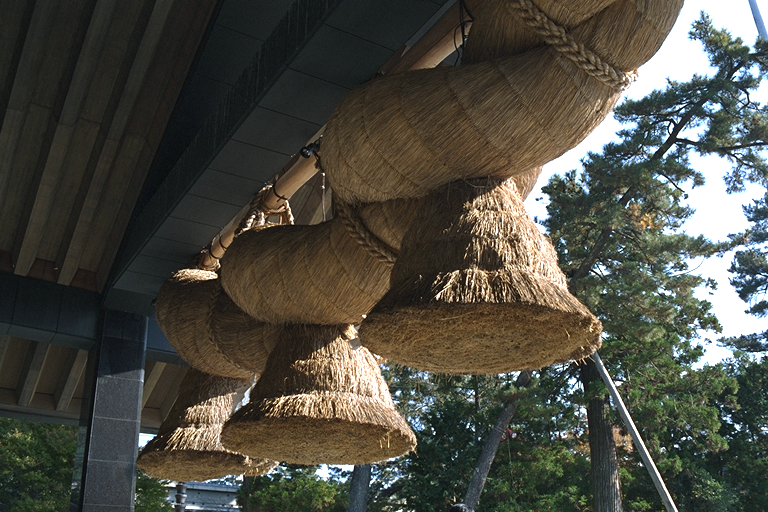
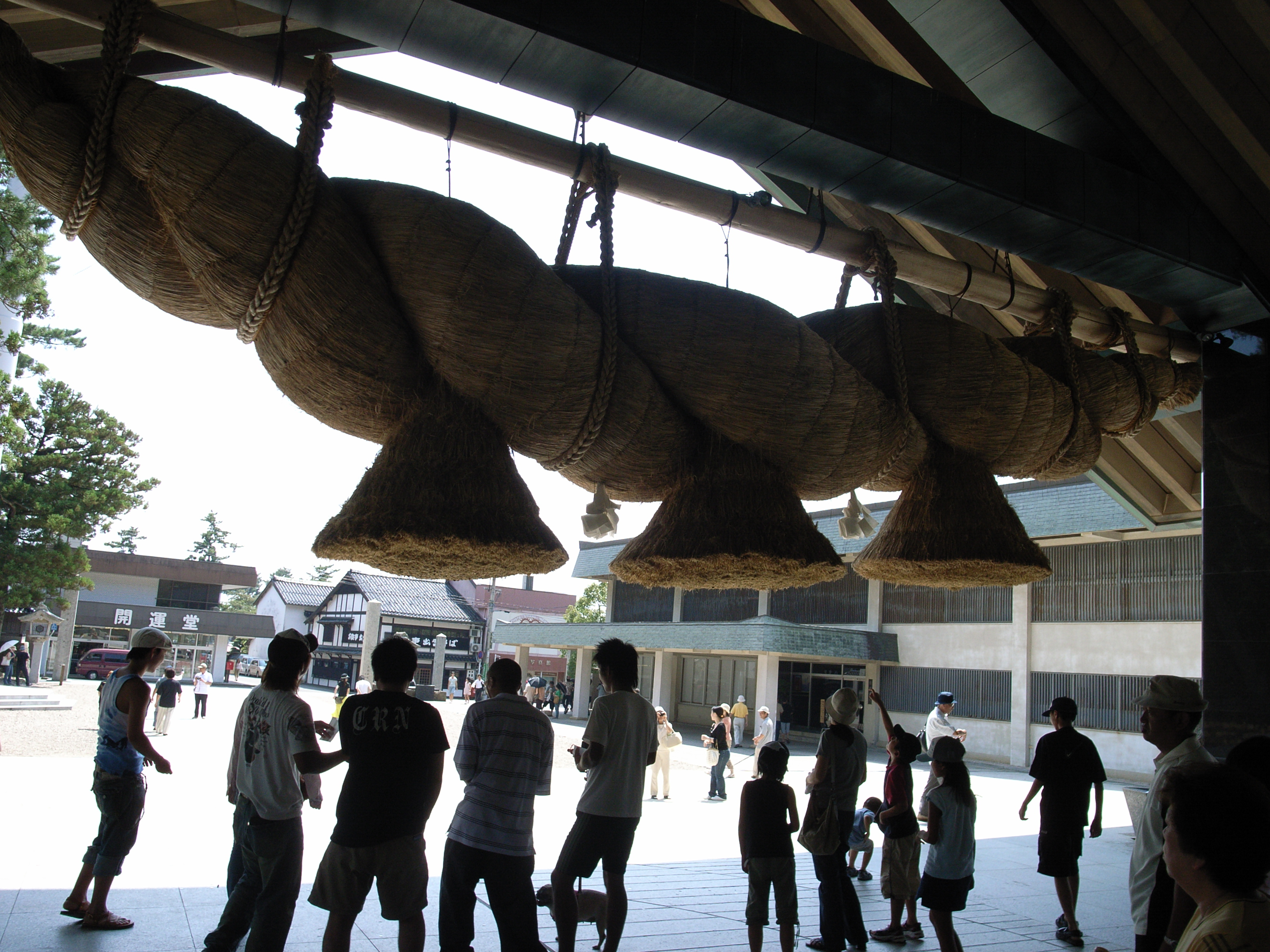
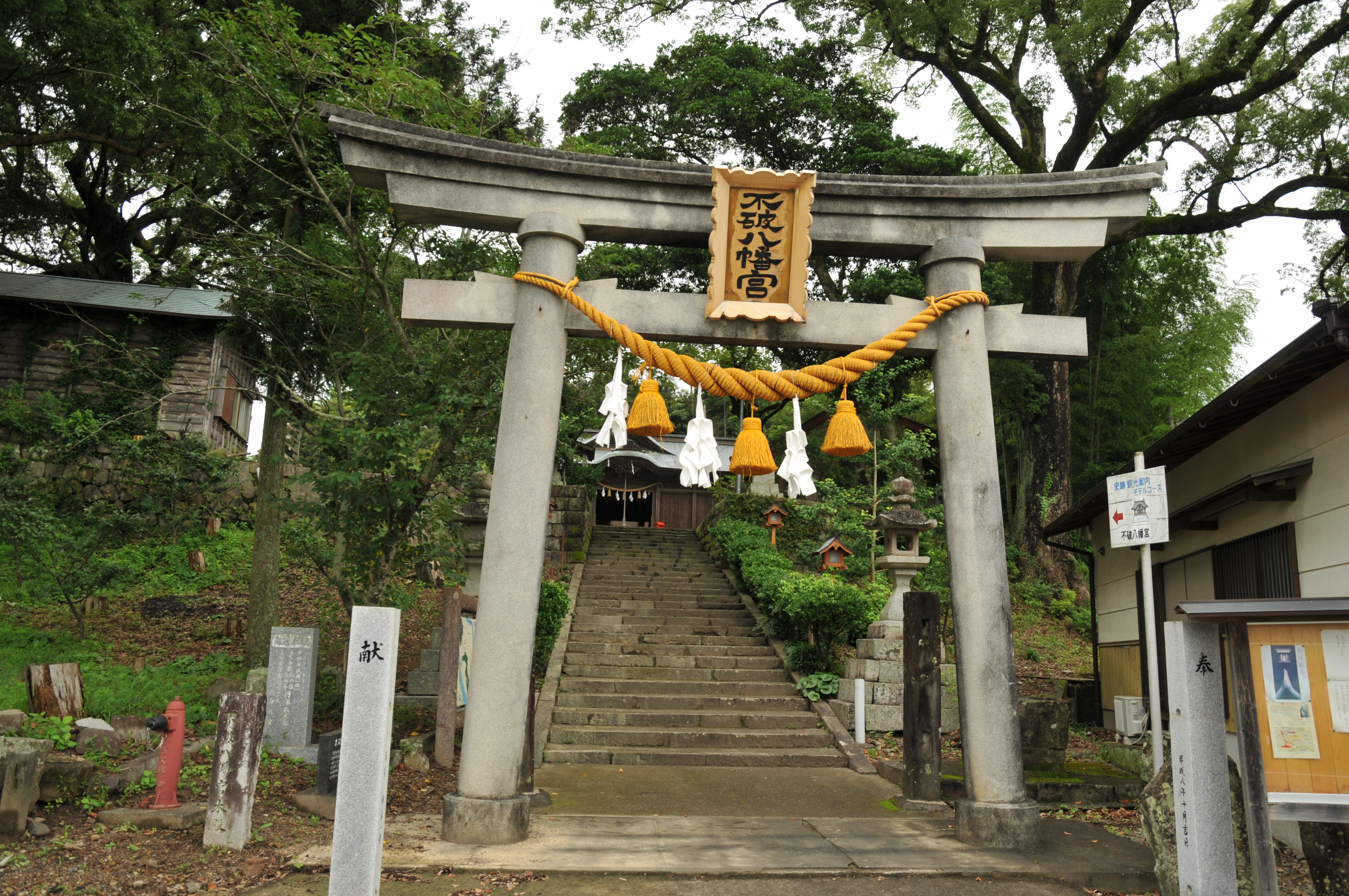
شيمناوا معلق على التوري
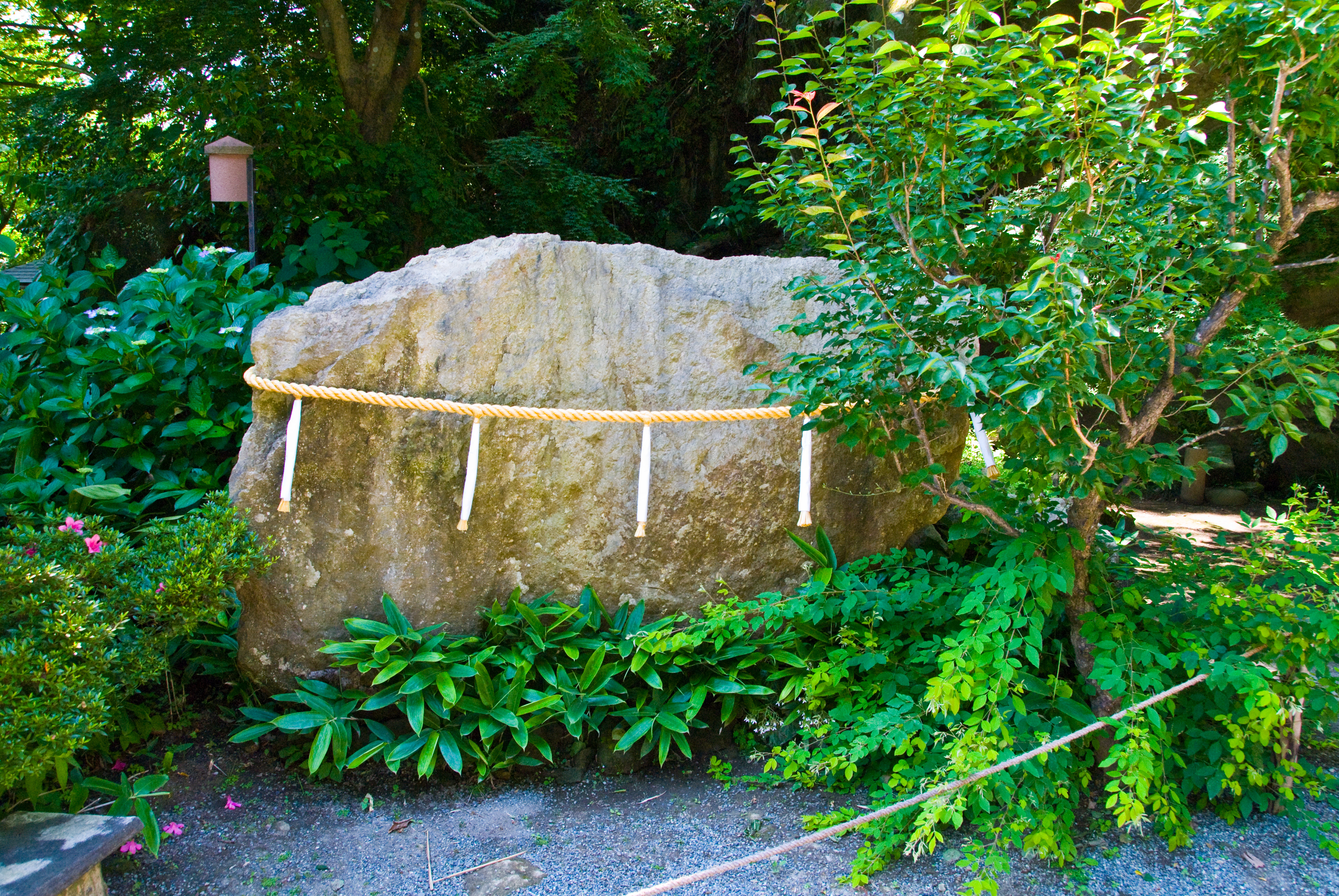
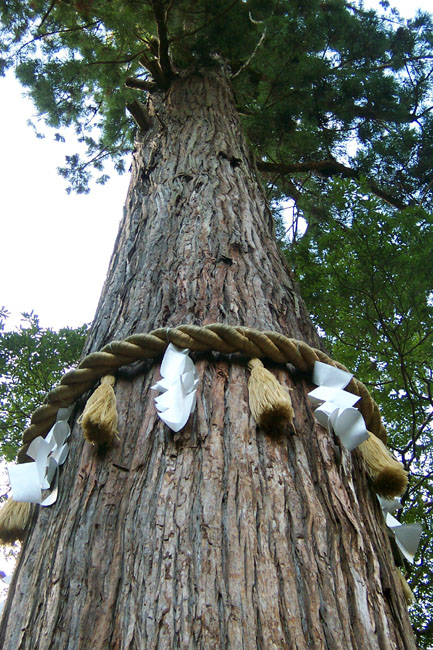
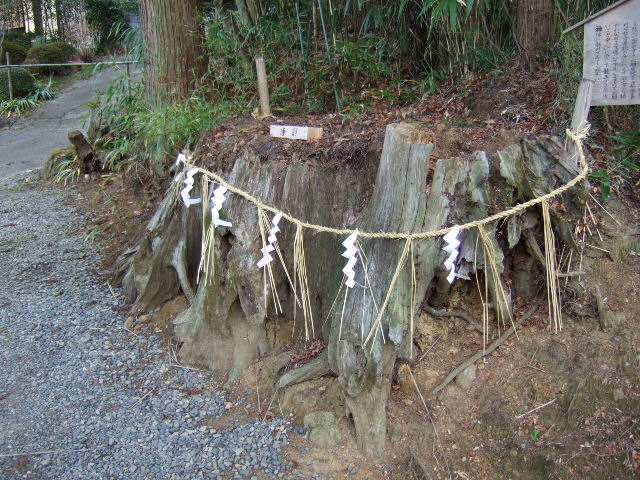
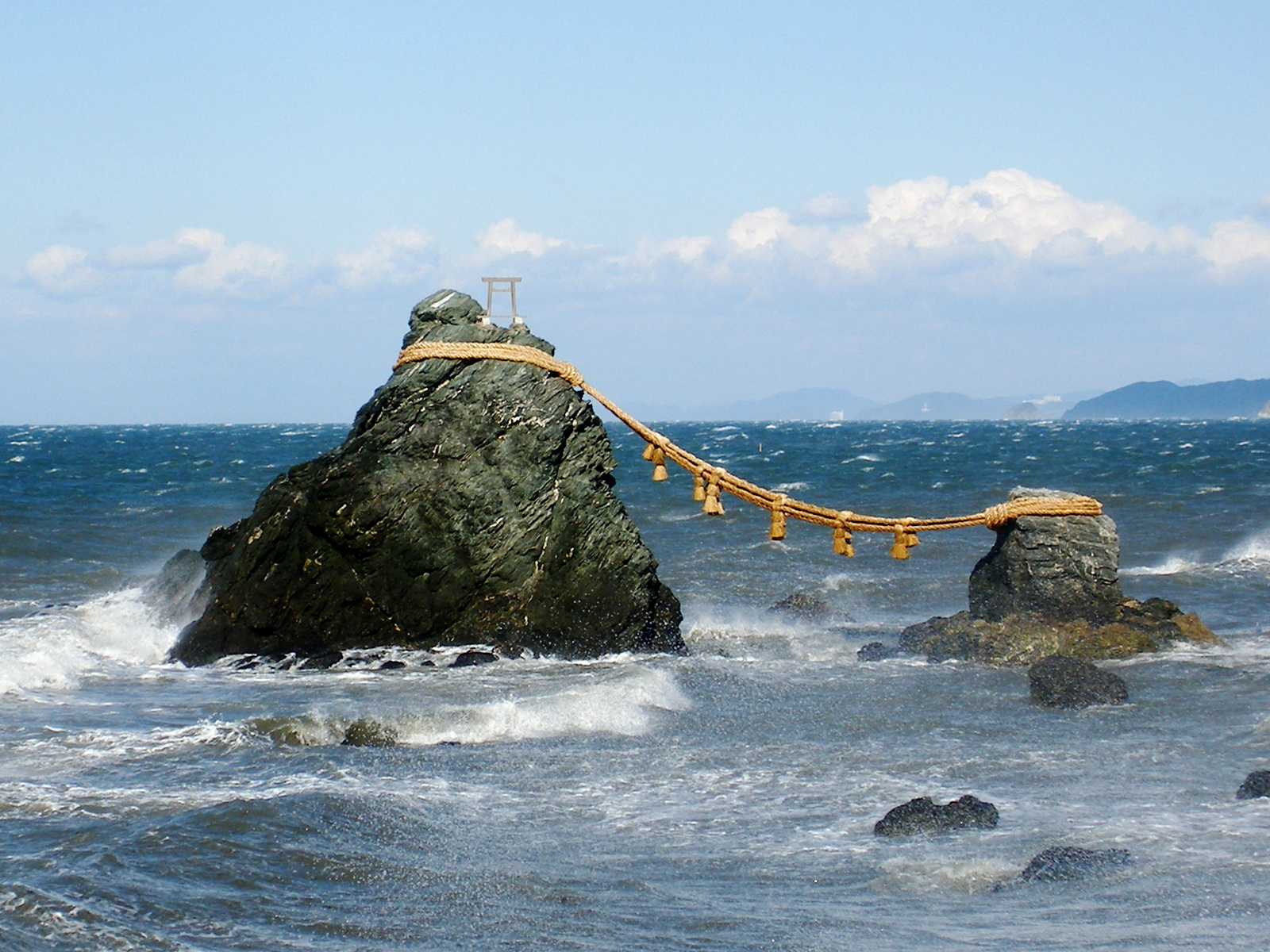
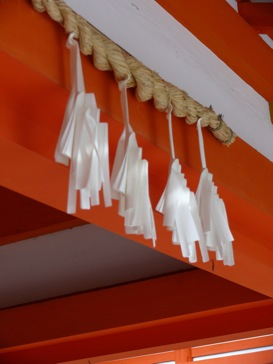
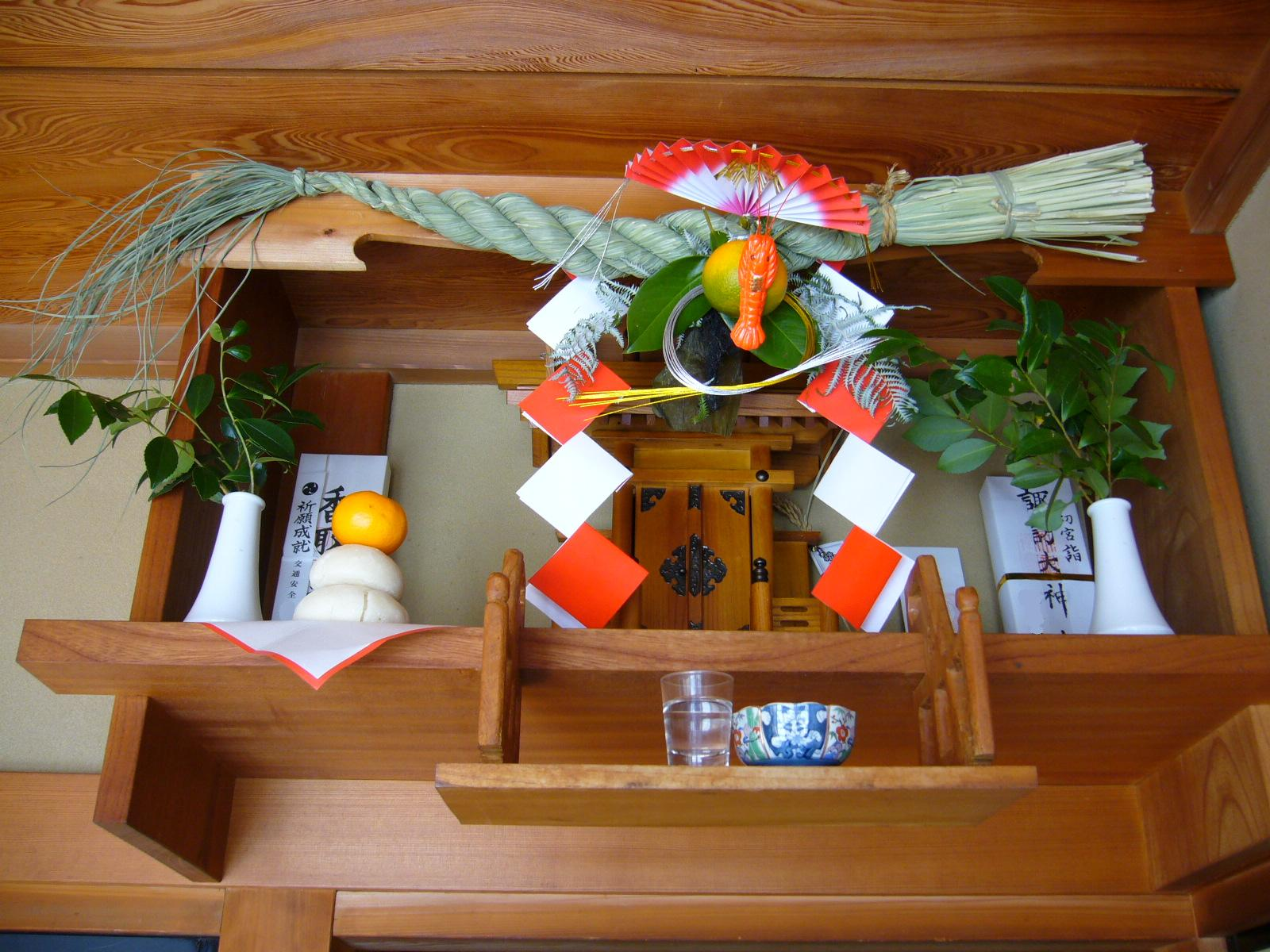
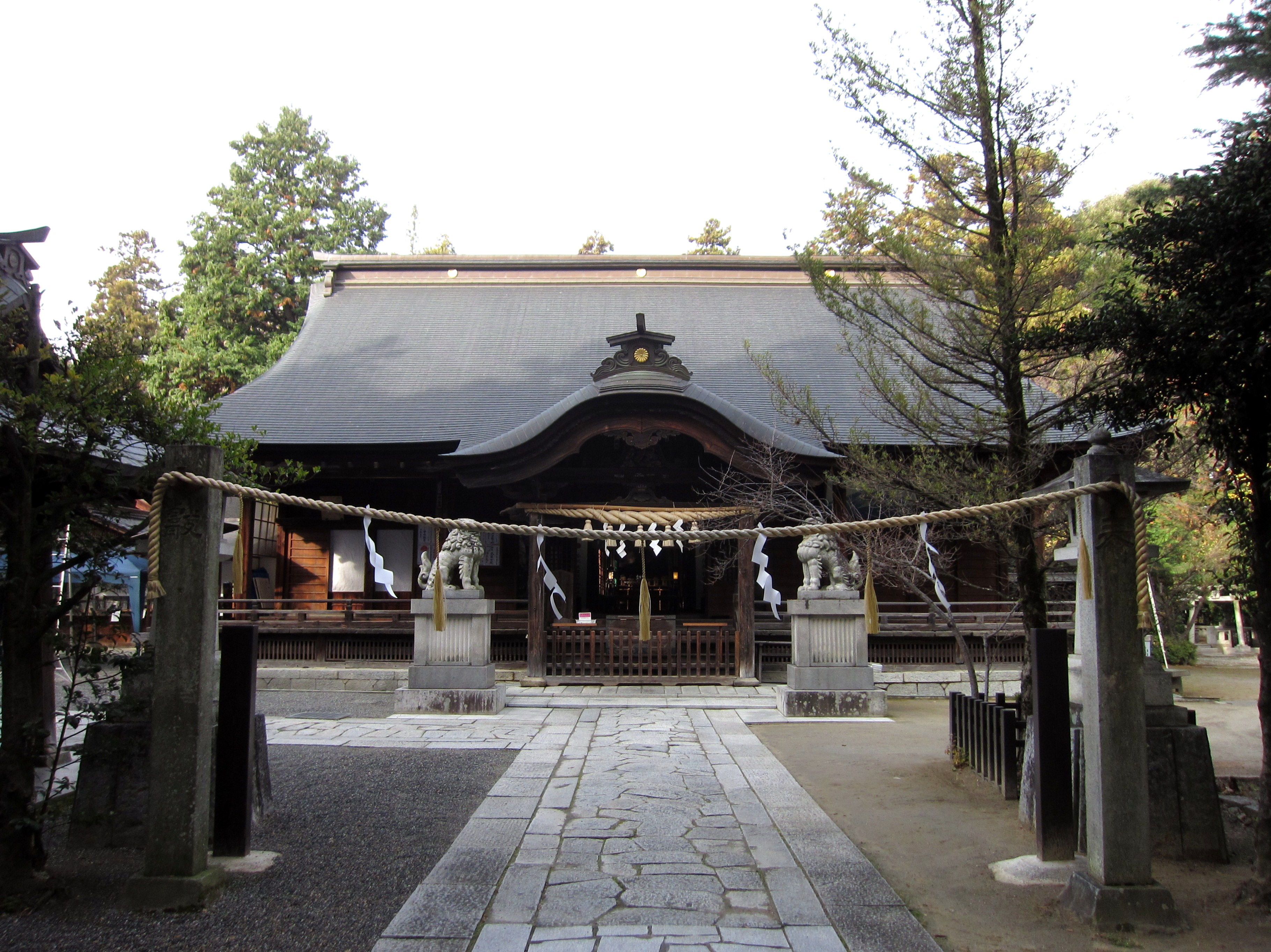
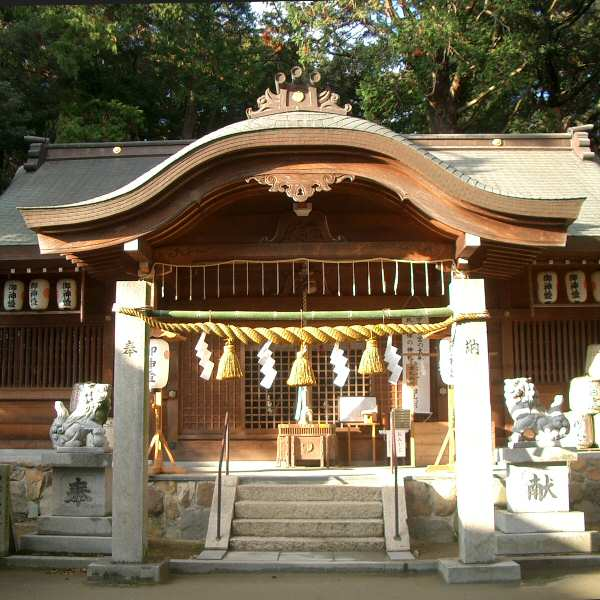
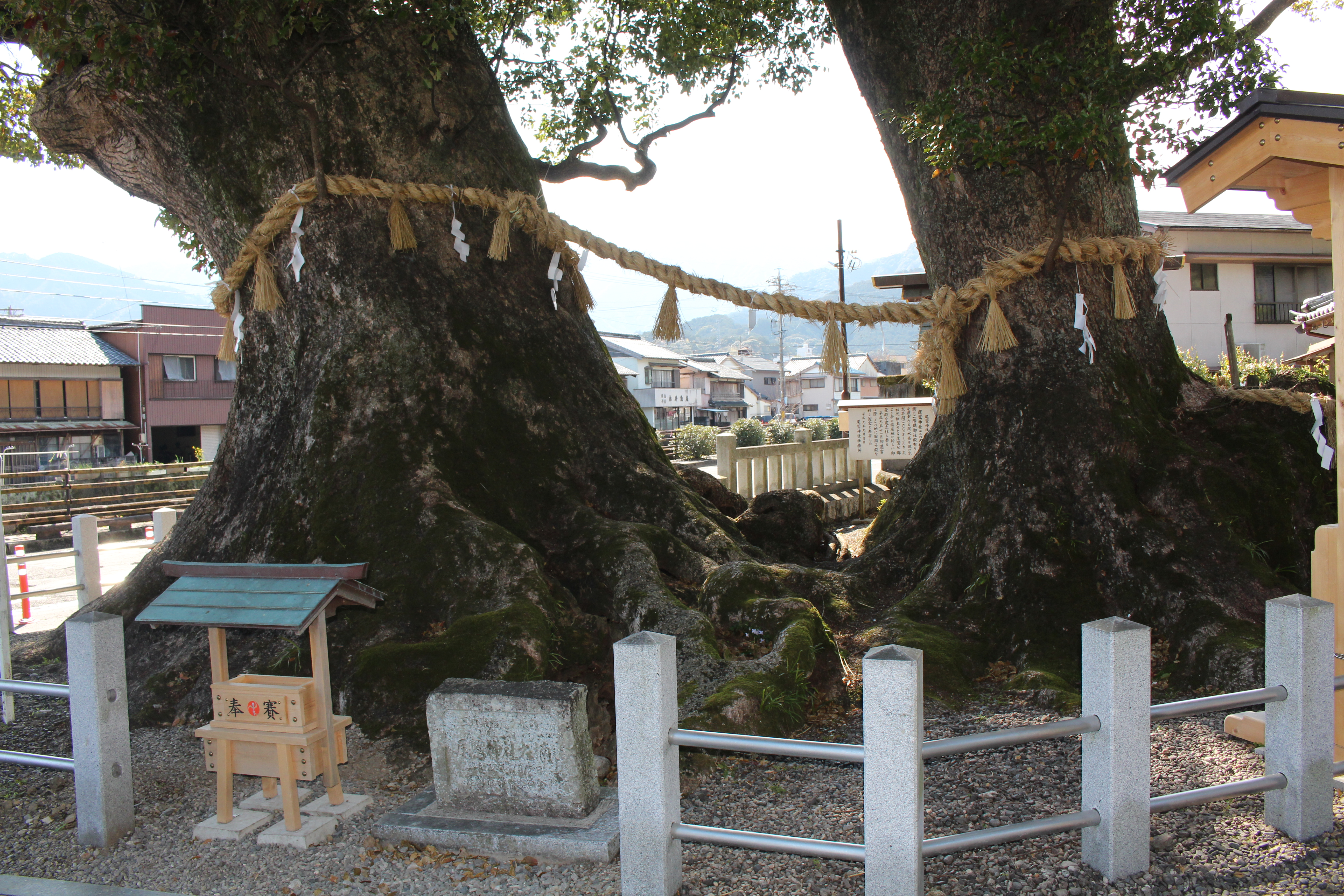
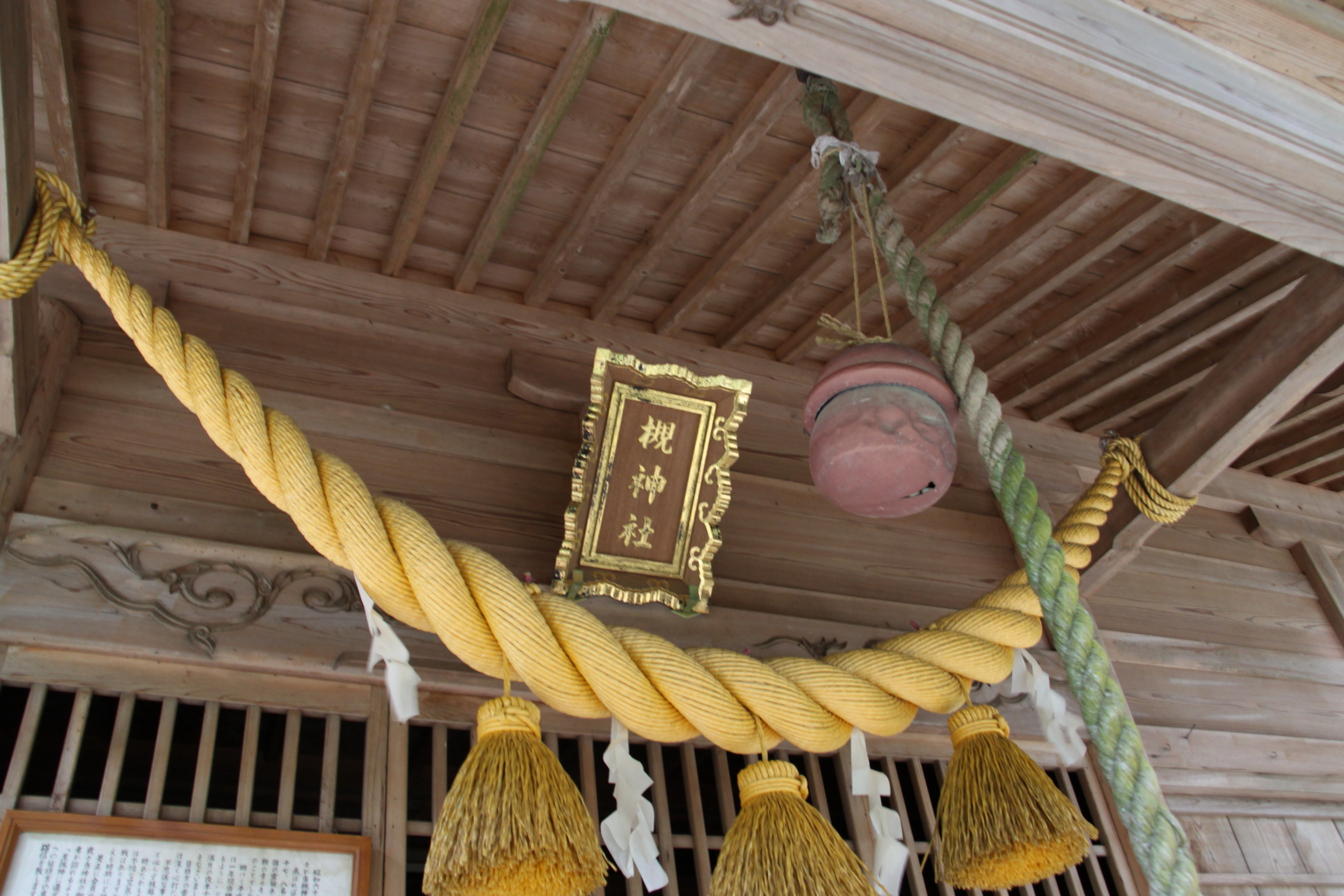
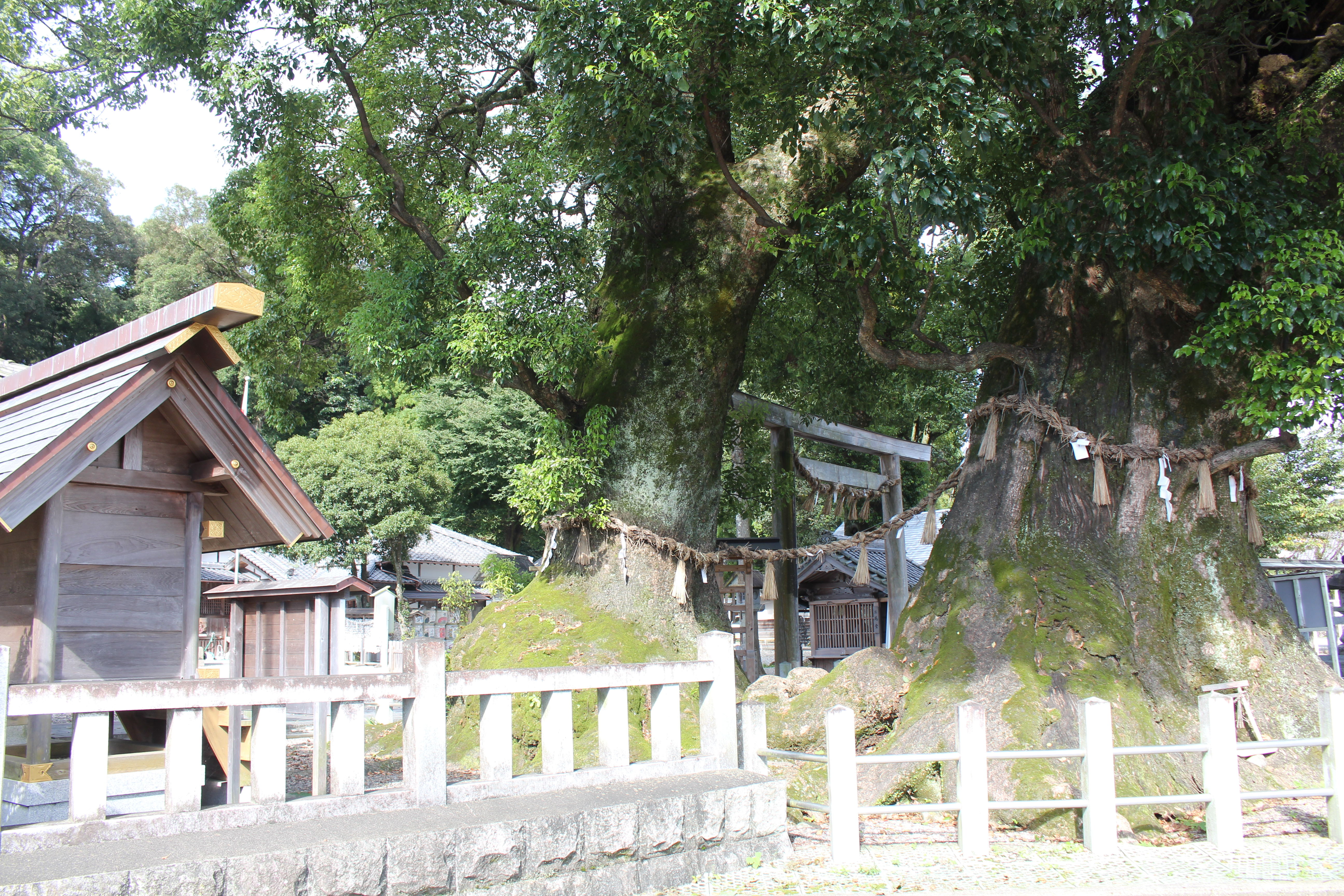
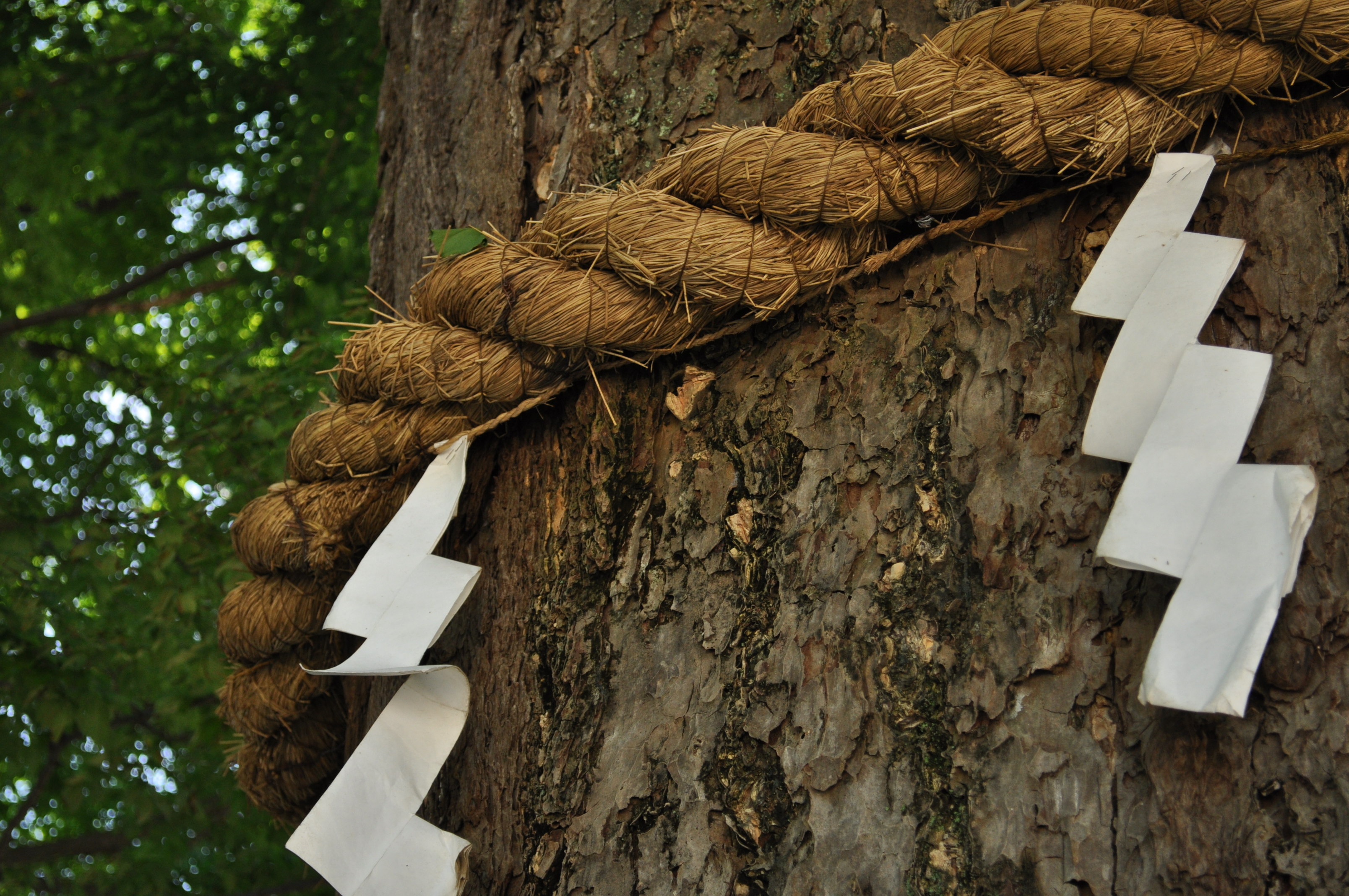
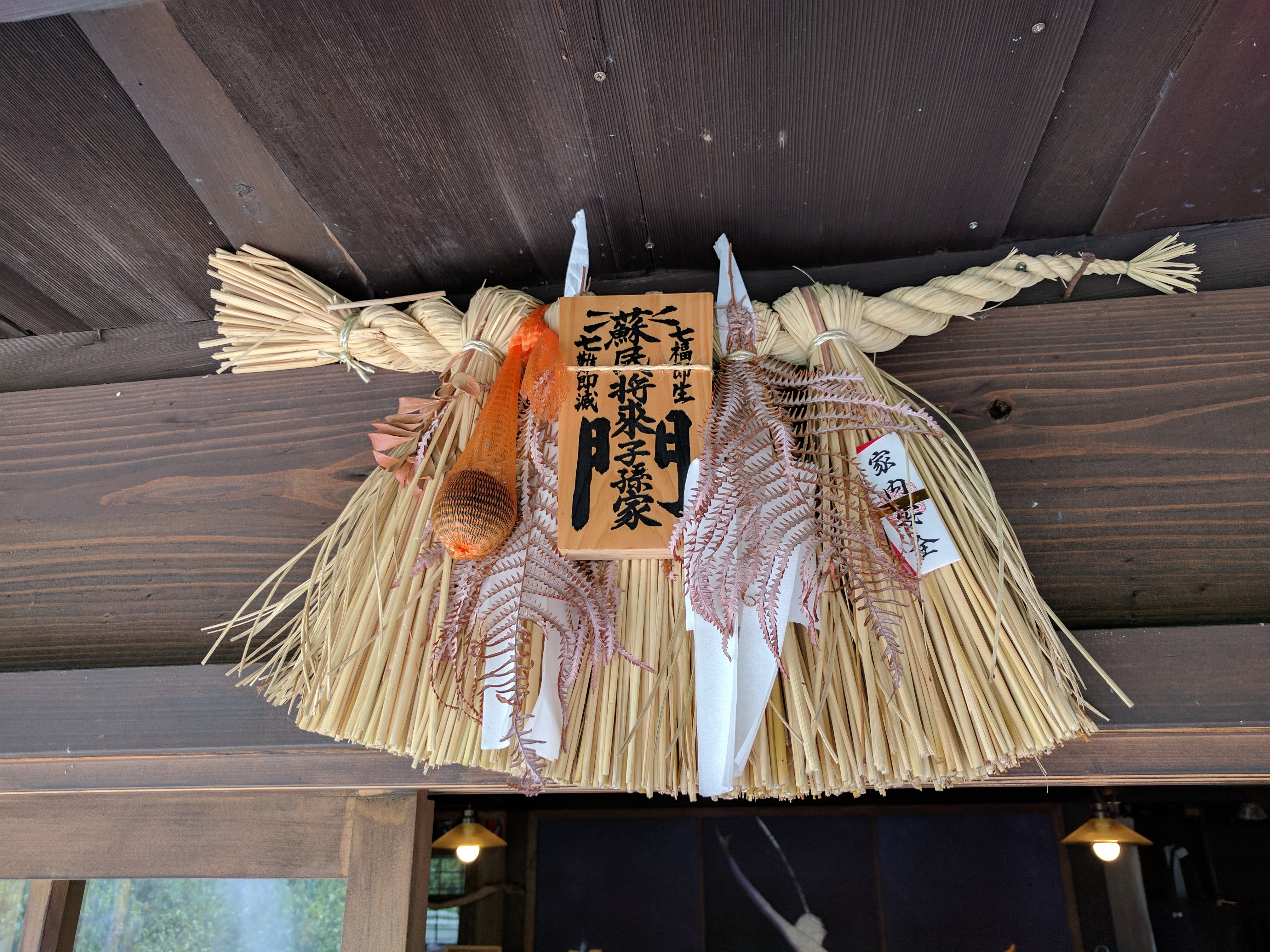

## روابط خارجية
- موسوعة شينتو